# Необичне делије
„Необичне делије” је југословенски ТВ филм из 1963. године. Режирала га је Мирјана Самарџић а сценарио су написали Бранко Ћопић и Бора Савић

## Улоге
| Глумац                 | Улога                        |
| ---------------------- | ---------------------------- |
| Душан Антонијевић      |                              |
| Драгомир Бојанић Гидра | (као Драгомир Гидра Бојанић) |
| Радмило Ћурчић         |                              |
| Сима Јанићијевић       |                              |
| Тома Курузовић         |                              |
| Бранко Петковић        |                              |
| Љубомир Петровић       |                              |
| Миодраг Поповић Деба   |                              |
| Ђорђе Пура             |                              |
| Никола Симић           |                              |
| Вера Стефановић        |                              |